# Policajti z centra
Policajti z centra jsou česko-slovenský televizní kriminální seriál, který byl poprvé odvysílán v roce 2013.
Výroba seriálu pod původním názvem První oddělení začala již v roce 2007 pro Primu, od jara 2008 však probíhaly soudní spory mezi televizí a producentem seriálu o výši nákladů. Dokončen byl roku 2012 a premiérového uvedení se pod názvem Policajti z centra dočkal v první polovině roku 2013 na stanici ČT1.

## Obsazení
| Filip Blažek     | Vlček          |
| Danica Jurčová   | Majerová       |
| Alois Švehlík    | Ježek          |
| Miroslav Vladyka | Ananas         |
| Hana Frejková    | Ananasova teta |
| Martin Stránský  | Porýč          |
| Lenka Hornová    | šéfka nadace   |
| Robin Pařík      | Martin         |
| Jan Šurmaj       | starý Murga    |
| Ivo Kubečka      | doktor         |

## Seznam epizod
| Č. | Český název         | Slovenský název     | Premiéra v ČR (ČT1) | Premiéra v SR (Jednotka) |
| -- | ------------------- | ------------------- | ------------------- | ------------------------ |
| 1  | Než řekneš švec     | Než povieš „Švec“   | 31. ledna 2013      | 5. dubna 2013            |
| 2  | Smrt modelky        | Smrť modelky        | 7. února 2013       | 12. dubna 2013           |
| 3  | O mrtvých jen dobře | O mŕtvych len dobre | 14. února 2013      | 19. dubna 2013           |
| 4  | Časová tíseň        | Časová tieseň       | 21. února 2013      | 26. dubna 2013           |
| 5  | Jiné světy          | Iné svety           | 28. února 2013      | 3. května 2013           |
| 6  | Erika               | Erika               | 14. března 2013     | 10. května 2013          |
| 7  | Gleb                | Gleb                | 21. března 2013     | 17. května 2013          |
| 8  | Agent               | Agent               | 28. března 2013     | 24. května 2013          |
| 9  | Atentát             | Atentát             | 4. dubna 2013       | 31. května 2013          |
| 10 | Uprchlíci           | Utečenci            | 11. dubna 2013      | 7. června 2013           |
| 11 | Ananas              | Ananás              | 18. dubna 2013      | 14. června 2013          |
| 12 | Trofej              | Trofej              | 25. dubna 2013      | 21. června 2013          |
| 13 | Hvězda bez nebe     | Hviedza bez neba    | 2. května 2013      | 28. června 2013          |
| 14 | Bratr               | Brat                | 9. května 2013      | 5. července 2013         |